# Katastrofa lotu Air France 447

Trasa lotu Air France 447; biała kropka oznacza miejsce wypadku

Katastrofa lotu Air France nr 447 – wypadek lotniczy samolotu pasażerskiego Airbus A330-203 linii Air France, lecącego z Rio de Janeiro do Paryża (lot o numerze 447), do którego doszło w nocy z 31 maja na 1 czerwca 2009 roku. Na pokładzie samolotu znajdowało się 216 pasażerów i 12 członków załogi, spośród których nikt nie ocalał. 1 czerwca władze Rio de Janeiro ogłosiły trzydniową żałobę na terenie miasta, a 7 listopada 2009 odsłonięto w nim pomnik ofiar wypadku. Był to największy wypadek w historii Air France.

## Samolot
Uczestniczący w wypadku samolot to dwusilnikowy, odrzutowy Airbus A330-203 o numerze rejestracyjnym F-GZCP, należący do linii Air France. Od wprowadzenia do eksploatacji 25 lutego 2005 roku do momentu wypadku przebył w powietrzu 18 870 godzin.
Ostatni przegląd samolot przeszedł 16 kwietnia 2009.

## Planowany przebieg lotu
Samolot wystartował z Międzynarodowego Portu Lotniczego Rio de Janeiro w niedzielę 31 maja o godzinie 19:03 czasu lokalnego. Jego przylot był oczekiwany na lotnisku Charles de Gaulle w Paryżu o godzinie 11:15 czasu lokalnego.
Trasa przelotu maszyny wiodła na północny wschód – wzdłuż wschodniego wybrzeża Brazylii, przecinając Atlantyk; samolot miał wejść we francuską strefę powietrzną od strony południowej.

## Załoga
Jak poinformowało przedstawicielstwo linii Air France, załoga prowadząca rejs AF447 odznaczała się dużym doświadczeniem: 58-letni kapitan Marc Dubois posiadał na swoim koncie 11 000 godzin spędzonych w powietrzu, w tym 1100 za sterami Airbusa A330, 32-letni pierwszy oficer Pierre-Cédric Bonin, który wylatał 3000 godzin, w tym 800 za sterami Airbusa A330 oraz pierwszy oficer w zastępstwie, 37-letni David Robert, który miał wylatane 6500 godzin, w tym aż 4500 na Airbusie A330.

## Okoliczności wypadku
Ostatni kontakt z samolotem Atlantycka Kontrola Obszaru CINDACTA III nawiązała o godzinie 23:33 czasu lokalnego (1:33 czasu UTC), gdy ten znajdował się już nad oceanem. Załoga maszyny potwierdziła wówczas swoje położenie i potwierdziła, że kolejny raz zgłosi swoją obecność nad punktem orientacyjnym INTOL – 565 km na północny wschód od Natal na wybrzeżu Brazylii. Jednocześnie piloci oszacowali czas dotarcia nad kolejny z punktów orientacyjnych – TASIL (1228 km na północny wschód od Natalu – granicy obszarów kontrolnych środkowego Atlantyku pomiędzy Recife na wybrzeżu zachodnim i Dakarem na wybrzeżu wschodnim oceanu) na godzinę 0:20 (1 czerwca) czasu lokalnego (2:20 czasu UTC).
Samolot opuścił przestrzeń powietrzną obszaru CINDACTA III o 23:48 czasu lokalnego (1:48 czasu UTC). Maszyna poruszała się wówczas z prędkością 453 węzłów (ok. 840 km/h), na pułapie przelotowym FL350 (35 tysięcy stóp – ok. 10 670 m).
Około północy z 31 maja na 1 czerwca samolot wstąpił w obszary zwrotnikowych burz (z komórkami burzowymi rozbudowanymi prawdopodobnie do nawet 15–20 km) i turbulencji (według szacunków części ekspertów lotniczych i meteorologów – z wiatrami dochodzącymi do 160 km/h). Ostatnia informacja, jaka dotarła do obszaru kontroli, pochodziła z automatycznego systemu łączności samolotu i została nadana o 0:14 czasu lokalnego (2:14 czasu UTC). Ostatnie zarejestrowane parametry lotu wskazywały na 16.2 stopnia pochylenia maszyny (nosem do góry), 5.3 stopnia przechylenia („roll”) oraz prędkość pionową („vertical speed”) -10912 stóp/minutę (-199,5 km/h).
Jak wynika z mapy opublikowanej przez Ministerstwo Obrony Brazylii, samolot przebył odległość 663 km od punktu INTOL do rejonu, w którym spadł. Airbus, zanim zaginął, zdążył przesłać 24 informacje o błędach. Sygnały były przesyłane w czasie, gdy ulegały awarii kolejne elementy systemu. Podczas prowadzonego śledztwa, mającego wyjaśnić okoliczności wypadku, ustalono, że autopilot był wyłączony, a w kabinie doszło do spadku ciśnienia i awarii elektrycznych.

## Poszukiwania szczątków
W pierwszej kolejności poszukiwania skupiały się głównie na odnalezieniu dwóch rejestratorów lotu (tzw. czarnych skrzynek), których nadajniki wysyłają sygnał dotyczący ich położenia przez co najmniej trzydzieści dni. Poszukiwania znacznie utrudniała niesprzyjająca, burzowa pogoda. W rejonie poszukiwań głębokość Atlantyku osiąga miejscami siedem kilometrów.
Wczesnym rankiem 2 czerwca 2009 roku brazylijskie samoloty wojskowe wykryły obiekty wyglądające jak dwa skupiska szczątków samolotu w wodach Atlantyku, dryfujące w odległości około 60 km od siebie. Ogłoszono, że odnaleziono metalowe elementy kadłuba, fotel lotniczy oraz unoszącą się na wodzie na długości pięciu kilometrów plamę paliwa. Na szczątki te natrafiono w odległości około 650 km na północny wschód od archipelagu Fernando de Noronha. Jest to obszar leżący blisko miejsca, gdzie po raz ostatni nawiązano kontakt z maszyną. Wieczorem tego samego dnia czasu uniwersalnego, minister obrony narodowej Brazylii Nelson Jobim oświadczył, że odnalezione szczątki to bez wątpienia wrak poszukiwanego samolotu, zaznaczając, że nie odnaleziono na miejscu żadnych śladów życia, co może oznaczać, że nikt nie przeżył wypadku. Okazało się jednak, iż w rzeczywistości odnaleziono jedynie drewniane palety, które nie należały do samolotu, a plama paliwa została pozostawiona przez statek.
5 czerwca 2009 roku dyrektor departamentu kontroli brazylijskiej przestrzeni powietrznej Ramon Borges Cardoso poinformował, że wydobyte do tej pory szczątki nie należą do wyposażenia zaginionego samolotu.
6 czerwca w pobliżu miejsca, w którym samolot prawdopodobnie się rozbił, odnaleziono ciała dwóch mężczyzn i rzeczy osobiste pasażerów (walizkę z biletem i plecak z komputerem przenośnym) oraz szczątki Airbusa (siedzenie), które zabrano następnie na archipelag Fernando de Noronha. W nocy znaleziono kolejne fragmenty maszyny – m.in. części skrzydła i fotele pasażerów.
23 czerwca agencje prasowe podały informacje o zlokalizowaniu czarnych skrzynek, z zapisem ostatnich chwil lotu. Skrzynki miały znajdować się na głębokości około 5000 m pod poziomem oceanu, co było dodatkowym utrudnieniem w ich wydobyciu. Jak doniosły źródła, sygnały nadawane przez czarne skrzynki zostały odebrane przez francuskie jednostki wojskowe pracujące w rejonie wypadku, a następnie okręt podwodny Nautile wysłany został by dokładnie ustalić miejsce, skąd zostałaby podjęta próba ich podniesienia. Francuska grupa poszukiwawcza odwołała jednak wcześniejsze doniesienia „o słabych sygnałach odbieranych z czarnej skrzynki”.
Pod koniec lipca założono, że baterie zasilające nadajnik czarnej skrzynki wyczerpały się i prawdopodobieństwo ich wydobycia znacznie się zmniejszyło. Kolejna faza poszukiwania zakładała użycie holowanego sonaru. 20 sierpnia ogłoszono zakończenie poszukiwań, jednocześnie informując o planach wznowienia ich w przyszłości. W grudniu 2009 zapowiedziano wznowienie poszukiwań.
W lutym 2011 roku rozpoczęto czwartą akcję poszukiwawczą na wodach Atlantyku.
Natomiast w kwietniu 2011 znaleziono miejsce, gdzie spoczywa część wraku.
Na początku maja 2011 francuskim służbom poszukiwawczym udało się namierzyć i wydobyć dwie czarne skrzynki zawierające rejestrator parametrów lotu i nagrania z kabiny pilotów.

## Śledztwo
Na przestrzeni lat 2009–2011 francuskie Biuro Śledztw i Analiz Lotniczych (BEA) badające wypadek podczas lotu 447 opublikowało serię trzech wstępnych raportów dotyczących wypadku, podsumowujących zebrane informacje na temat jej okoliczności.
5 lipca 2012 BEA opublikowała raport końcowy opisujący przebieg i przyczyny wypadku. Wśród najważniejszych przyczyn wypadku raport wymienia koincydencję przyczyn natury technicznej (jak zamarznięcie rurek Pitota) oraz szkoleniowej powodujące niewłaściwe reakcje pilotów maszyny na zastane okoliczności. Jak opisuje raport końcowy, prawdopodobne oblodzenie czujników prędkości (rurek Pitota) spowodowało błędy odczytu prędkości samolotu, co w konsekwencji doprowadziło do wyłączenia autopilota maszyny. Takie okoliczności zaskoczyły obu pilotów (kapitan był w krytycznych momentach nieobecny w kabinie), którzy w konsekwencji nie zastosowali procedury „unreliable IAS” (pl.: niewiarygodny odczyt prędkości przelotu). Jeden z pilotów błędnie postanowił pociągnąć za drążek sterowniczy powodując ostre wznoszenie się samolotu, a to zaś, w połączeniu z niekontrolowaniem przez pilotów mocy silników, spowodowało, iż samolot wkrótce uległ przeciągnięciu. Pomimo trwającego przez niemal minutę sygnału dźwiękowego informującego o tym fakcie oraz ciężkich turbulencji, trwające przeciągnięcie nie zostało właściwie zinterpretowane przez żadnego z pilotów, którzy nie kompensowali parametrów lotu samolotu tak, by wydobyć go z niebezpieczeństwa. Brak właściwych reakcji pilotów wynikał z braku wiarygodności co do posiadanych parametrów lotu oraz postawienia obu pilotów w okolicznościach silnego stresu połączonego z brakiem doświadczenia i odpowiedniego wyszkolenia. Agencja BEA wskazała wprawdzie braki w wyszkoleniu pilotów w pilotowaniu samolotu na dużych wysokościach oraz w warunkach braku pewności co do odczytów parametru lotu, lecz dodała, iż poziom wyszkolenia załogi spełniał wymogi formalne oraz prawne pilotażu.
Zdumiewający jest fakt braku właściwej reakcji załogi na przeciągnięcie – pierwszy oficer przez ponad 2 minuty trzymał stale uchwyt drążka wychylony na siebie – mimo że sztuczny horyzont oraz zachowanie samolotu wskazywało na konieczność działania odwrotnego. Zastosowana w samolocie metoda sterowania typu fly-by-wire sprawia, że działanie urządzeń sterowniczych samolotu jest wypadkową wskazań obu drążków sterowych. W sytuacji działań przeciwstawnych (np. jeden pilot odpycha końcówkę drążka, drugi w tym momencie ją ściąga – co w tym locie miało miejsce) – wypadkowa działania maszyny może mieć skutek zerowy, jak przy braku jakiejkolwiek reakcji załogi. Stąd też w samolotach z tego typu sterowaniem musi być wyraźny podział na pilota będącego przy sterach i pilota obserwującego sytuację i wskazania przyrządów. Brak takiego podziału – przy różnicach w interpretacji sytuacji – może sam w sobie sprawić przesłankę do wypadku.

## Pasażerowie i załoga
Na pokładzie samolotu znajdowało się 228 osób – 126 mężczyzn, 82 kobiety, siedmioro dzieci i jedno niemowlę. Byli to obywatele łącznie 33 krajów.
| Obywatelstwo      | Pasażerowie | Załoga | Razem |
| ----------------- | ----------- | ------ | ----- |
| Francja           | 61          | 11     | 72    |
| Brazylia          | 58          | 1      | 59    |
| Niemcy            | 26          | –      | 26    |
| Chiny             | 9           | –      | 9     |
| Włochy            | 9           | –      | 9     |
| Szwajcaria        | 6           | –      | 6     |
| Wielka Brytania   | 6           | –      | 6     |
| Węgry             | 4           | –      | 4     |
| Liban             | 3           | –      | 3     |
| Maroko            | 3           | –      | 3     |
| Norwegia          | 3           | –      | 3     |
| Słowacja          | 3           | –      | 3     |
| Hiszpania         | 2           | –      | 2     |
| Irlandia          | 2           | –      | 2     |
| Polska            | 2           | –      | 2     |
| Stany Zjednoczone | 2           | –      | 2     |
| Argentyna         | 1           | –      | 1     |
| Austria           | 1           | –      | 1     |
| Belgia            | 1           | –      | 1     |
| Chorwacja         | 1           | –      | 1     |
| Dania             | 1           | –      | 1     |
| Estonia           | 1           | –      | 1     |
| Filipiny          | 1           | –      | 1     |
| Gabon             | 1           | –      | 1     |
| Holandia          | 1           | –      | 1     |
| Islandia          | 1           | –      | 1     |
| Kanada            | 1           | –      | 1     |
| Korea Południowa  | 1           | –      | 1     |
| Południowa Afryka | 1           | –      | 1     |
| Rosja             | 1           | –      | 1     |
| Rumunia           | 1           | –      | 1     |
| Szwecja           | 1           | –      | 1     |
| Turcja            | 1           | –      | 1     |
| Razem             | 216         | 12     | 228   |

Wśród pasażerów znajdował się m.in. książę Piotr Ludwik Orleański-Bragança, wnuk Piotra Henryka Orleańskiego-Bragança, księcia cesarskiego Brazylii i pretendenta do tronu (potomek Izabeli Brazylijskiej). Jego ciało wyłowiono z oceanu i pochowano w rodzinnym mauzoleum w Vassouras, 5 lipca 2009 roku. 21 czerwca 2009 agencja Rio Novosti podała informację o zidentyfikowaniu ciał jedenastu ofiar wypadku. Rodziny ofiar nie wyraziły zgody na upublicznienie danych osobowych zidentyfikowanych zwłok. Do 1 lipca tego samego roku znaleziono łącznie 35 ciał.